# Bedara Hosahalli, Shimoga
Bedara Hosahalli là một làng thuộc tehsil Shimoga, huyện Shimoga, bang Karnataka, Ấn Độ.